# 法性寺 (愛知県東郷町)
法性寺（ほっしょうじ）は、愛知県愛知郡東郷町春木にある浄土宗の寺院である。祐福寺の塔頭であった。

## 歴史
祐福寺の塔頭として創建年暦は不詳であるが、永享から永禄年間までの間に開基されたものとされる。その後、1941年（昭和16年）に法性院を法性寺とし、末寺となった。1959年（昭和34年）、伊勢湾台風により山門がなくなった。

## 境内
- 観音像
- 本堂